# Armina (zoologia)
Armina Rafinesque, 1814 è un genere di molluschi nudibranchi della famiglia Arminidae.

## Tassonomia
Il genere comprende le seguenti specie:
- Armina adami White, 1955
- Armina aoteana M. C. Miller & Willan, 1986
- Armina appendiculata Baba, 1949
- Armina babai (Tchang, 1934)
- Armina ballesterosi Ortea, 1989
- Armina bayeri Marcus & Marcus, 1966
- Armina berghi (Thiele, 1925)
- Armina bilamella Lin, 1981
- Armina californica (J. G. Cooper, 1863)
- Armina capensis (Bergh, 1907)
- Armina cara Marcus, 1971
- Armina carneola Lim & Chou, 1970
- Armina cinerea (Farran, 1905)
- Armina comta (Bergh, 1880)
- Armina cordellensis Gosliner & Behrens, 1996
- Armina cuvierii (d'Orbigny, 1837)
- Armina cygnea (Bergh, 1876)
- Armina elongata Ardila & Valdés, 2004
- Armina euchroa (Bergh, 1907)
- Armina formosa (Kelaart, 1858)
- Armina gilchristi White, 1955
- Armina grisea O'Donoghue, 1929
- Armina japonica (Eliot, 1913)
- Armina joia Marcus & Marcus, 1966
- Armina juliana Ardila & Diaz, 2002
- Armina liouvillei Pruvot-Fol, 1953
- Armina longicauda Lin, 1981
- Armina loveni (Bergh, 1866)
- Armina maculata Rafinesque, 1814
- Armina magna Baba, 1955
- Armina major Baba, 1949
- Armina microdonta (Bergh, 1907)
- Armina muelleri (Ihering, 1886)
- Armina natalensis (Bergh, 1866)
- Armina neapolitana (Delle Chiaje, 1824)
- Armina occulta Mehrotra, Caballer & Chavanich, 2017
- Armina papillata Baba, 1933
- Armina paucifoliata Baba, 1955
- Armina punctilopsis Lin, 1992
- Armina punctilucens (Bergh, 1874)
- Armina punctulata Lin, 1990
- Armina scotti Mehrotra, Caballer & Chavanich, 2017
- Armina semperi (Bergh, 1866)
- Armina serrata O'Donoghue, 1929
- Armina simoniana (Thiele, 1925)
- Armina sinensis Lin, 1981
- Armina taeniolata (Bergh, 1866)
- Armina tigrina Rafinesque, 1814
- Armina tricuspidata T. E. Thompson, Cattaneo & Wong, 1990
- Armina variolosa (Bergh, 1904)
- Armina wattla Ev. Marcus & Er. Marcus, 1967
- Armina xandra Marcus & Marcus, 1966